# Ľubomíra Kalinová
Ľubomíra Kalinová, née le 11 février 1982 à Banská Bystrica en Tchécoslovaquie, est une biathlète, fondeuse et triathlète slovaque.

## Biographie
À l'origine, Kalinová est active dans le ski de fond de compétition, faisant ses débuts dans des courses FIS lors de l'hiver 1999-2000. Durant les années qui suivent, elle court dans la coupe du monde et les championnats du monde 2003.
Sa première saison avec l'équipe nationale de biathlon a lieu en 2004-2005, Kalinová apparait même sur une course de coupe du monde disputée à Ruhpolding. À partir de 2006-2007, elle est présente régulièrement sur le circuit mondial et aux championnats du monde de 2007 et de 2009, puis aux Jeux olympiques d'hiver de 2010. En 2009, elle marque des points en coupe du monde à l'occasion de l'individuelle de Whistler (31e).
En 2013, elle prend part à ses dernières courses de biathlon au niveau international. À partir de ce point, elle devient active dans le triathlon et remporte le championnat national de duathlon et de triathlon d'hiver.

## Palmarès

### Jeux olympiques d'hiver
| Épreuve / Édition              | Individuel | Sprint | Poursuite | Départ en masse | Relais |
| Jeux olympiques 2010 Vancouver | 79e        | 80e    | —         | —               | —      |

- — : N'a pas participé à l'épreuve.

### Championnats du monde
| Épreuve / Édition       | Individuel | Sprint | Poursuite | Mass start | Relais | Relais mixte |
| 2007 Antholz Anterselva | —          | 76e    | —         | —          | 15e    | —            |
| 2009 Pyeongchang        | 73e        | 84e    | —         | —          | 13e    | —            |

Légende :
- :épreuve inexistante
- — : n'a pas participé à l'épreuve

### Coupe du monde
- Meilleur classement général : 86e en 2009.
- Meilleur résultat individuel : 31e.

| Année     | Classement général final | Sprint | Poursuite | Individuel | Mass start |
| 2008-2009 | 86e                      | -      | -         | 63e        | -          |

### Championnats du monde de biathlon d'été
- Médaille de bronze du sprint et du relais mixte en 2010.

### Palmarès en triathlon
Le tableau présente les résultats les plus significatifs (podium) obtenus sur le circuit national  de triathlon depuis 2014.
| Année | Compétition                                   | Pays      | Position      | Temps           |
| ----- | --------------------------------------------- | --------- | ------------- | --------------- |
| 2015  | Championnat de Slovaquie de duathlon          | Slovaquie | Médaille d'or | 2 h 27 min 58 s |
| 2014  | Championnat de Slovaquie de triathlon d'hiver | Slovaquie | Médaille d'or | 1 h 44 min 46 s |